# Malajnica
Malajnica (en serbe cyrillique : Малајница ; en roumain : Malainiţa) est un village de Serbie situé dans la municipalité de Negotin, district de Bor. Au recensement de 2011, il comptait 468 habitants.

## Démographie

### Évolution historique de la population
| 1948  | 1953  | 1961  | 1971  | 1981  | 1991 | 2002 | 2011 |
| ----- | ----- | ----- | ----- | ----- | ---- | ---- | ---- |
| 1 244 | 1 225 | 1 227 | 1 137 | 1 012 | 971  | 683  | 468  |

|  |